# Erik Dahlin
Erik Axel Dahlin (n. 28 aprilie 1989, Trollhättan) este un fotbalist suedez care evoluează pe postul de portar la clubul IK Oddevold.